# Crataegus douglasii
Crataegus douglasii — вид квіткових рослин із родини трояндових (Rosaceae).

## Біоморфологічна характеристика
Це кущ 40–80 дм заввишки. 1-річні гілочки від темно-коричневого до темно-червоного забарвлення, ± блискучі молодими, старші від сірого до темно-сірого, часто мають коричневий або коричнево-коричневий колір на сході; колючки на гілочках прямі або злегка загнуті, молоді темно-коричневі, (1.5)2–3.5 см. Листки: ніжки листків 0.7–1.5 см, запушені молодими, злегка залозисті; листові пластини зазвичай еліптичних до широко еліптичних чи субромбічних, 4–7 см, частки по 2–4 на кожній стороні, верхівки часток від субтупих до гострих, краї гостро пилчасті, нижні поверхні зазвичай голі, за винятком жилок, верх густо коротко притиснуто запушений. Суцвіття 10–25-квіткові. Квітки 10–15 мм у діаметрі; гіпантій голий; чашолистки широко трикутні, 3–4 мм; тичинок 10; пиляки рожеві. Яблука бордові й зазвичай восково сизі молодими, матово-чорні зрілі, зазвичай еліпсоїдні, 6–8 мм у діаметрі, голі. 2n = 68. Період цвітіння: травень і червень; період плодоношення: вересень і жовтень.

## Ареал
Зростає у північній і західній частині США (Каліфорнія, Айдахо, Мічиган, Міннесота, Монтана, Північна Дакота, Невада, Орегон, Південна Дакота, Штат Вашингтон, Вісконсин, Вайомінг) і в південній частині Канади (Альберта, Британська Колумбія, Онтаріо, Квебек, Саскачеван).
Населяє чагарники, старі поля, паркани, узлісся; на висотах 50–1600 метрів.

## Використання
Плоди вживають сирими чи приготованими. Їх можна використовувати для приготування пирогів, консервів тощо, а також можна висушити для подальшого використання. М'якуш солодкий і соковитий.
Настій пагонів використовували для лікування діареї у дітей. Настій кори використовували для лікування діареї та дизентерії. Настій заболоні, кори та коренів використовували як ліки для шлунка. Колючки використовувалися для лікування артриту. Плоди і квіти мають гіпотензивну дію, а також діють як прямий і м’який тонізуючий засіб для серця. Їх особливо рекомендовано при лікуванні слабкого серця в поєднанні з високим кров’яним тиском. Для досягнення ефективності необхідно тривале застосування. Зазвичай його використовують у вигляді чаю або настоянки.
Рослину можна вирощувати як живопліт. Деревина дрібнозерниста, важка, тверда і жорстка. Використовується для ручок інструментів тощо.

## Галерея

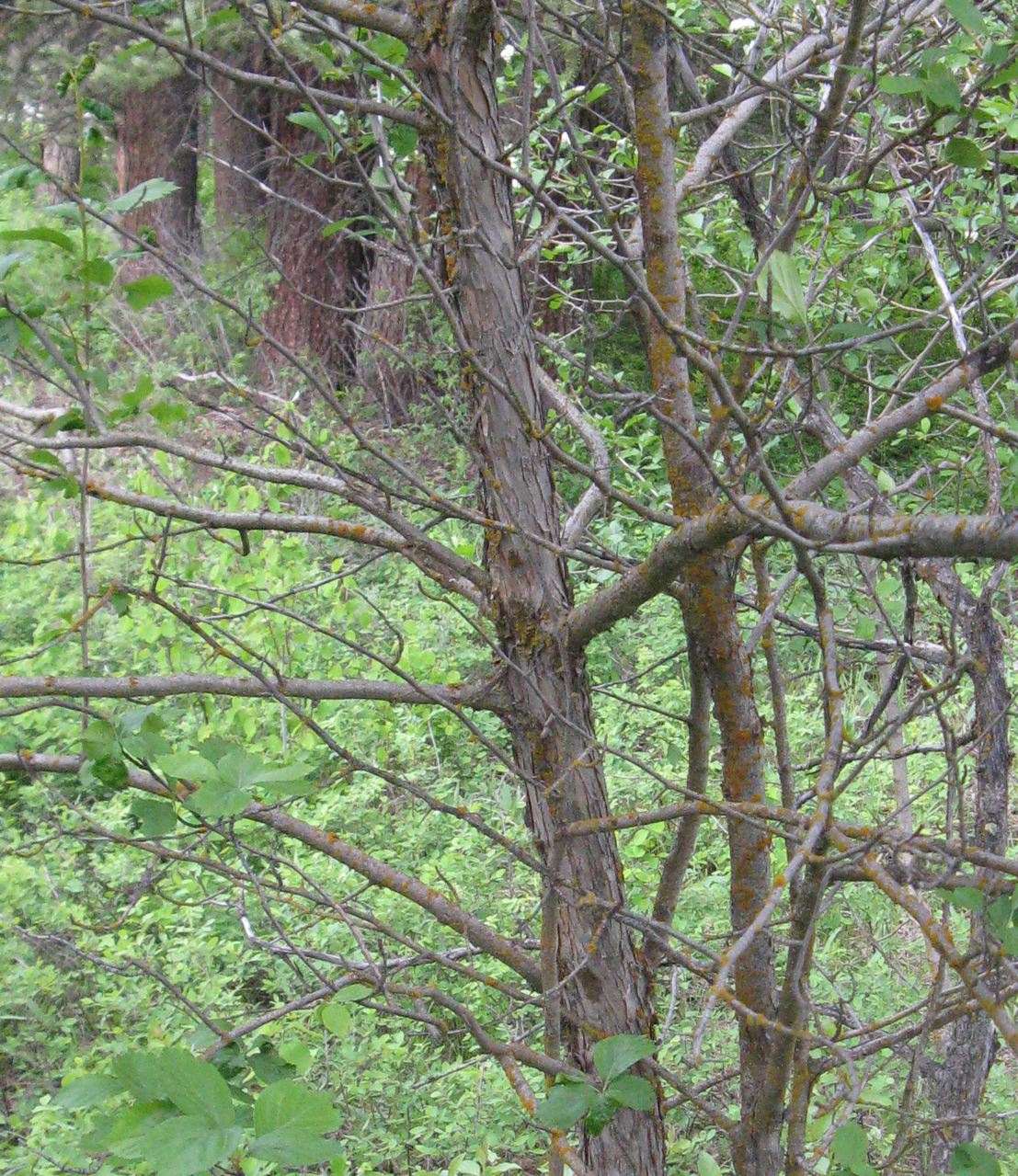
стовбур
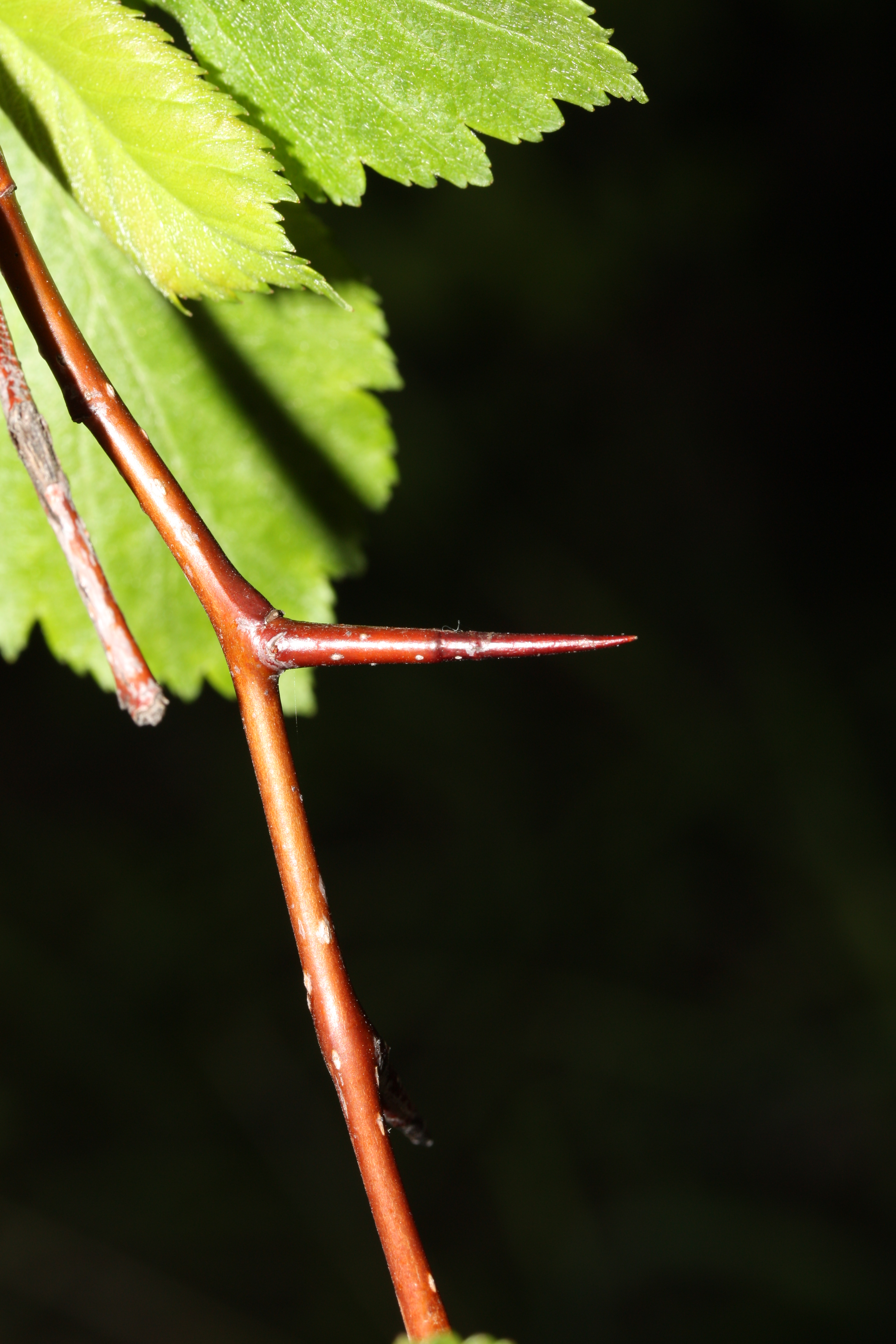
колючка
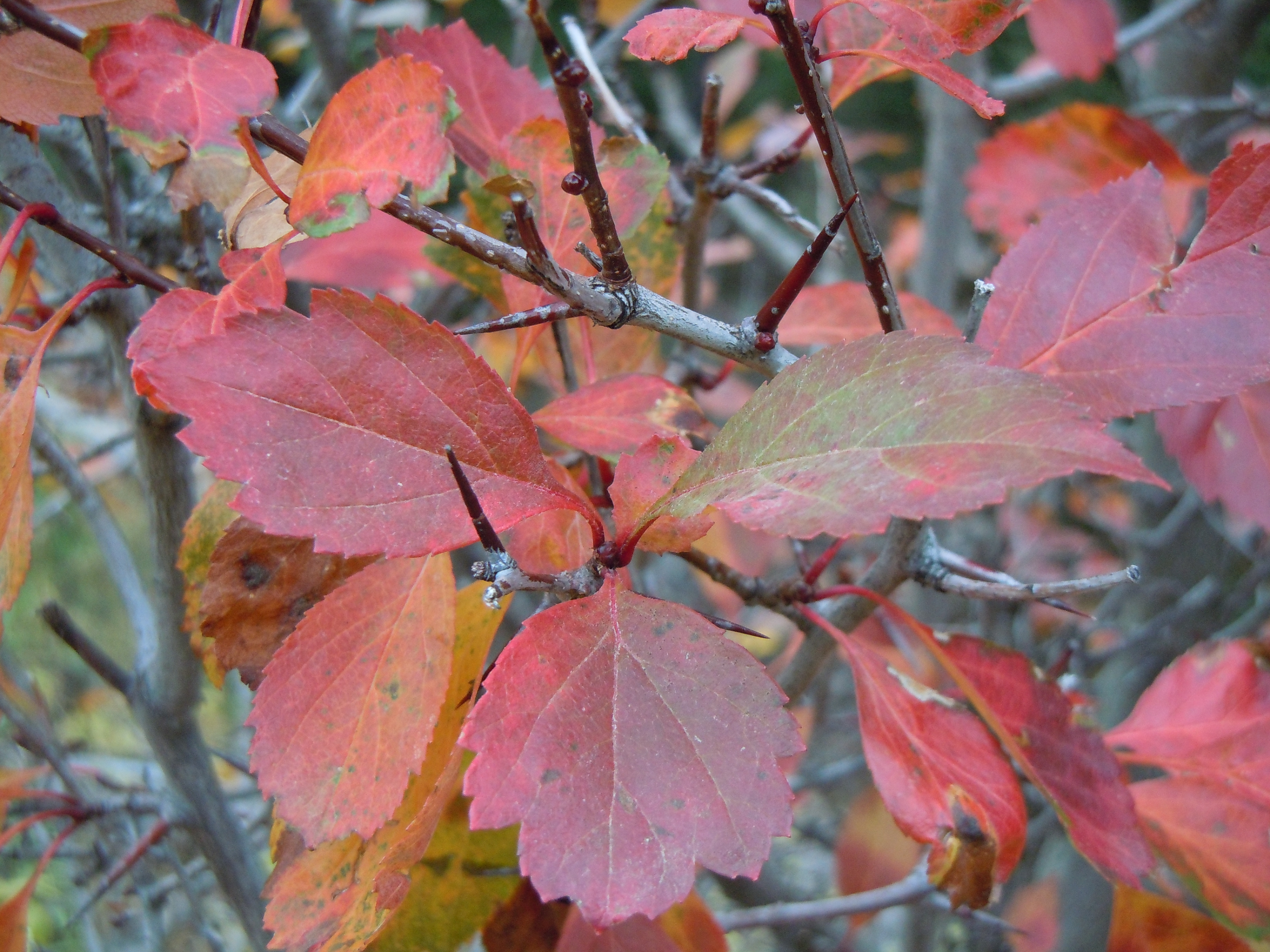
осіннє листя
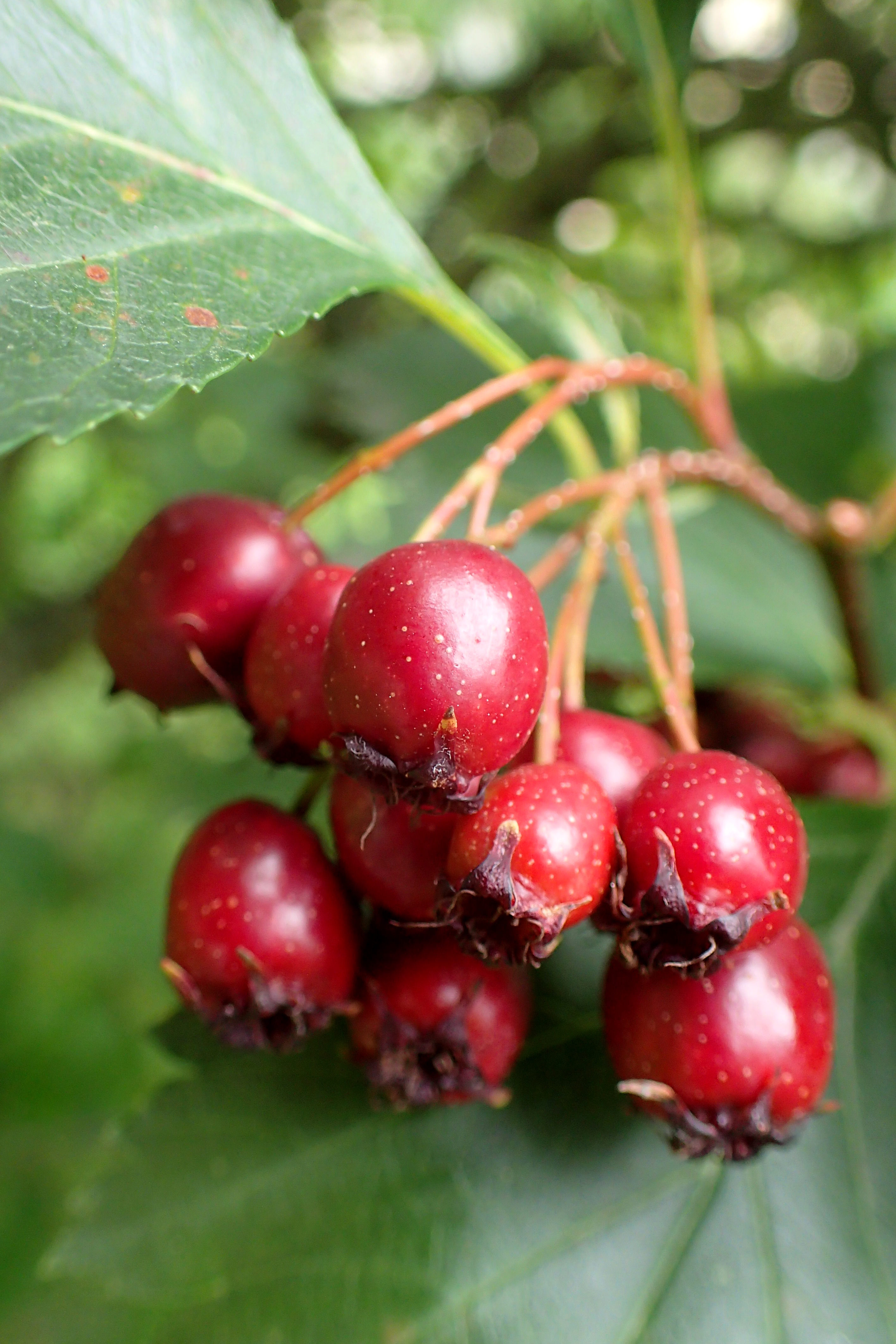
плоди
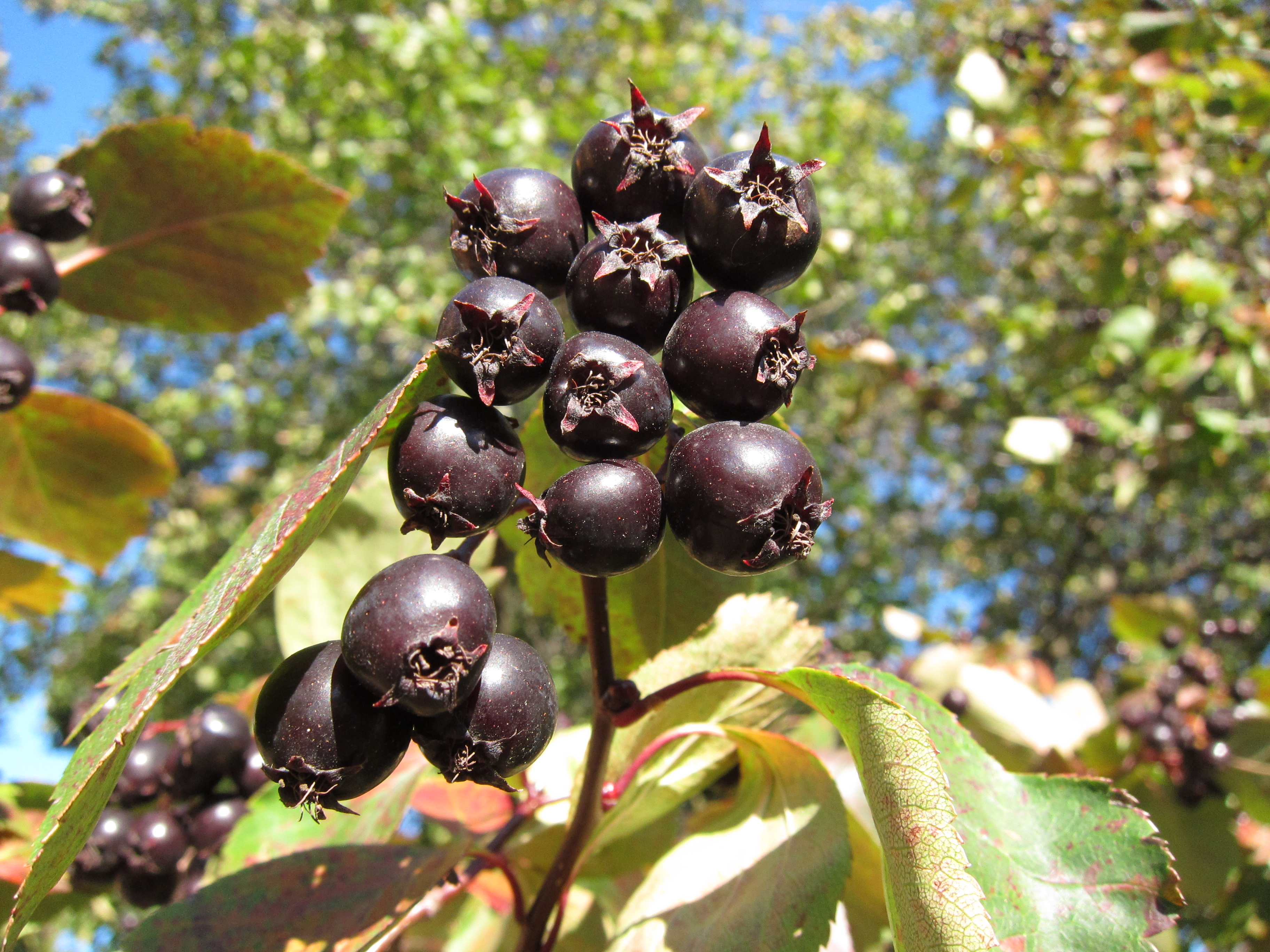
плоди